# ホセ・サルバティエラ
ホセ・アンドレス・サルバティエラ・ロペス（José Andres Salvatierra López 、1989年10月10日 - ）は、コスタリカ・エスカス出身のプロサッカー選手。コスタリカ代表。LDアラフエレンセ所属。ポジションは、ミッドフィールダー。

## 経歴

### クラブ
2010年4月、LDアラフエレンセでプロデビュー
2016年12月、MLSのFCダラス移籍で合意に達していたが、メディカルチェックをパスできなかったため2017年1月に移籍は取りやめになった。

### 代表
2011年6月のCONCACAFゴールドカップ・キューバ戦で初キャップ。